# Amblycirrhitus oxyrhynchos
Amblycirrhitus oxyrhynchos is een  straalvinnige vissensoort uit de familie van koraalklimmers (Cirrhitidae). De wetenschappelijke naam van de soort is voor het eerst geldig gepubliceerd in 1858 door Bleeker.